# Manolo Escobar
Manuel García Escobar (Las Norias de Daza, El Ejido, Almería, 19. listopada 1931.), bolje poznat kao Manolo Escobar, je španjolski pjevač. On je također glumio u nekoliko filmova. Među njegovim hitovima su: "El Porompompero" (1960.), "Mi carro" (1969.), "La minifalda" i "Y viva España", belgijskoga skladatelja Lea Rozenstratena.

## Diskografija
ORPHEO
- (EP)

- Ay de mi Alhambra; Pinceles españoles; Pasodoble, te quiero; Debajo de los olivos; No despiertes; No me falta na  (1957)
- Aires navideños jerezanos (Los peces en el río); Villancicos de Triana; Vamos pastores; Pastores a Belén (1958)
- Fue la noche de tus ojos; Piropo a Almería; Calma ese fuego, muchacho; Desde tierra extranjera (1958)

SAEF (perteneciente a "Discos Belter")
- (EP)

- Debajo de los olivos - Sevilla la novia - Pasodoble te quiero - Al compás del garrotín (1959)
- Pinceles españoles - Piropos a Almería - ¡Ay de mi Alhambra! - Desde tierra extranjera (1959)
- El misterio de las flores - No me falta na - Fue la noche de tus ojos - Calma ese fuego muchacho (1959)
- Requiebro a Barcelona - Luto blanco - Más allá del amor - No despiertes (1959)
- España mi embajadora - Yo soy un hombre del campo - Ni se compra - Hacia el rocío (1960)
- Fandangos cabales - Traigo una yegua campera - Los ruiseñores cantando - Lo mejor y lo peor (1960)
- El primer bautizo - Te canto con mis guitarras - El Porompompero - Ave María no morro (1960)
- Cuando manda el corazón - ¡Vaya usted a saber ! - Fandango de amores - Ya te dije (1960)
- Mulero y campanillero - Chulapona de Madrid - Mi Valdepeñas - El fuego de la cortinita (1961)
- ¡Ay mi patio sevillano! - Martirio amargo - Embrujo de España - Castillos en el aire (1961)

BELTER
- (LP)

- Espigas y Amapolas (1964) incluye 'El Porompompero'
- El ángel de la guarda (1966)
- Éxitos de películas (1967)
- BSO "Pero...¿En qué país vivimos?" (1967)
- Aquel hijo (1967)
- Películas de Manolo Escobar (1968)
- Mi novia (1968)
- Villancicos (1969)
- Manolo Escobar y sus películas (1970)
- Canciones de películas (1970)
- Aires navideños (1970)
- Sevillanas (1971) "incluye 'La minifalda'"
- Grandes éxitos (1971)
- Brindis (1971) "incluye 'Mi carro'"
- Por los caminos de España (1972)
- BSO "Entre dos amores" (1972)
- Y viva España (1973)
- BSO "Me has hecho perder el juicio" (1973)
- Cada lágrima tuya (1974)
- ¡Ay, Caridad! (1974)
- BSO "Cuando los niños vienen de Marsella" (1974)
- Qué guapa estás (1975)
- BSO "¡Eva! Qué hace ese hombre en tu cama" (1975)
- Niña bonita (1976)
- Selección Antológica del Cancionero Español Vol. I, II y III (1976-1977)
- BSO "La mujer es un buen negocio" (1977)
- Calor (1977)
- Labrador (1978)
- BSO "De las películas Préstemela esta noche y Donde hay patrón" (1978)
- Mis mejores canciones (1978)
- BSO "Alejandra mon amour" (1979)
- Mi pequeña flor (1979)
- BSO "Dónde estará mi niño" (1980)
- Amores (1980)
- Villancicos tradicionales (1981) doble LP
- Manolo, siempre Manolo (1981)
- Los grandes pasodobles... cantados (1982)
- Papá te quiero mucho (1982)
- Coraje (1983)
- Sevilla casi na (1984)

BMG
- Miel de Amores (1985)
- Antología (1986)
- Vive la vida (1986)
- Suspiros de España (1987)
- 30 aniversario (1988)
- Por pasodobles, por sevillanas (1989)
- Rumba pa ti (1990)
- ¡Qué bonita eres! (1991)
- Tango, tango (1992)

HORUS
- Tiempo al tiempo (1994)
- Tiempo de Navidad (1995)
- Con mi acento (1996)
- Aromas (1997)

VAMM Records
- Contemporáneo (1999)
- Grandes éxitos (1999) obsequio reedición de 'Contemporáneo'
- De puerto en puerto (2000)
- Manolo Escobar (2002)

## Vanjske poveznice
- Manolo Escobar Official Site